# Fenilefrina
Fenilefrina é um agonista seletivo do receptor adrenérgico alfa 1 utilizado como agente midriático, descongestionante nasal e agente cardiotônico.

## Indicação
É principalmente usado como descongestionante nasal, dos seios nasais ou das tubas auditivas (trompas de Eustáquio) em forma de spray. Usado quando necessário. Pode ser um dos componentes de medicamentos para gripe.

## Efeitos colaterais
Os efeitos secundários comuns (mais de 10%) podem incluir:
- Perda de apetite;
- Calor, formigamento ou vermelhidão sob a pele;
- Sentir-se inquieto ou animado (principalmente em crianças);
- Problemas de sono (insônia); ou
- Erupção cutânea e coceira.

Sintomas colaterais moderados a graves:
- Reação alérgica,
- Hipertensão arterial,
- Frequência cardíaca acelerada,
- Ansiedade e tontura,
- Febre, calafrios, fraqueza e outros sintomas de gripe.

## Interações medicamentosas
Não deve ser usado junto com um Inibidor da monoamina oxidase(IMAO), pois prolonga e potencializa seu efeito causando mais efeitos indesejados. Pode interagir com anticonvulsivantes. Alfabloqueadores inibem seu efeito.

## Contraindicações
Grávidas (categoria C), Lactantes, menores de 4 anos, diabéticos, hipertensos ou com hipertiroidismo.